# Диксон, Джордж (боксёр)
Джордж Диксон (1870 — 1909) — первый чернокожий чемпион мира по боксу среди профессионалов. Первый чернокожий спортсмен, ставший чемпиона мира.
В июне 1890 в Лондоне Диксон завоевал титул чемпиона мира в легчайшем весе.
В июле 1891 года, перейдя в полулегкий вес, Диксон Джордж стал во второй раз чемпионом мира, выиграв поединок нокаутом у австралийского боксера Э. Уиллиса в Сан-Франциско.
Ещё раз Диксону Джорджу удалось стать чемпионом в ноябре 1898 года. 
Всего за карьеру провел 155 боев, из которых 68 выиграл(36 нокаутом) 30 проиграл ( 6 нокаутом ) и 57 свел в ничью.